# Theodor Leupold
Theodor Leupold fue un ciclista alemán, proveniente de Zittau, que compitió en los Juegos Olímpicos de Atenas 1896.  
Leupold compitió en las pruebas de contrarreloj y 100 kilómetros. Empató con otros dos ciclista en la quinta colocación, en la carrera de contrarreloj, al marcar un tiempo de 27,0 segundos. En los 100 kilómetros, fue uno de los siete corredores que no finzalizó el evento.